# 曹錫寶
曹锡宝（1719年—1792年），字鸿书，一字剑亭，清朝江蘇上海人。
康熙五十八年（1719年）出生。乾隆初年，以舉人資格考授內閣中書，擔任军机处章京。乾隆二十二年（1757年）考中丁丑科進士，選庶吉士，散館改刑部主事。曾任山東督粮道。官至陝西道監察御史。乾隆五十一年（1786年）錫寶利用和珅陪乾隆到熱河避暑的時機，參奏其家丁劉全，指斥其“倚勢營私”，此舉意在彈劾和珅。吳省蘭、吳省欽兄弟闻其事，即向連夜向和珅告密。和珅命劉全消滅所有證據。結果錫寶被“革職留任”。乾隆五十七年（1792年），去世。和珅治罪後，加恩追贈副都御史銜。有子曹江。

## 延伸阅读
[在维基数据编辑]
 《清史稿·卷322》，出自趙爾巽《清史稿》